# Campylopus arctocarpus
Campylopus arctocarpus är en bladmossart som beskrevs av Mitten 1869. Campylopus arctocarpus ingår i släktet nervmossor, och familjen Dicranaceae. Inga underarter finns listade i Catalogue of Life.